# Сигмундур Гудмундссон
Сигмундур Гудмундссон (1960 г.р.) — исландско-шведский математик, работающий в Лундском университете в области дифференциальной геометрии и глобального анализа. Область его исследований — геометрические аспекты гармонических отображений и их производных, таких как гармонический морфизм и p-гармонические функции. Также его работы частично посвящены теории существования комплекснозначных гармонических морфизмов и p-гармонических функций из римановых однородных пространств различных типов, таких как симметричные пространства и полупростые алгебры Ли, разрешимая алгебра Ли и нильпотентная алгебра Ли.

Гудмундссон получил докторскую степень из Лидсского университете в 1992 году под руководством Джона К. Вуда.
Гудмундссон является основателем веб-сайта «Nordic-Math-Job»,
где публикуется информация о вакантных академических позициях на факультетах математики и статистики скандинавских университетов. Основанный им одним в 1997 году сайт теперь поддерживается математическими обществами в скандинавских странах и Национальным комитетом по математике Шведская королевская академия наук.

## Публикации
- Введение в гауссову геометрию, Лундский университет (2021).
- Введение в риманову геометрию, Лундский университет (2021).
- Research Papers